# اچ‌ام‌اس کرایگی (۱۹۱۸)
اچ‌ام‌اس کرایگی (۱۹۱۸) (به انگلیسی: HMS Craigie (1918)) یک کشتی بود که طول آن ۲۳۱ فوت (۷۰ متر) بود. این کشتی در سال ۱۹۱۸ ساخته شد.